# Irvine Welsh
Irvine Welsh (Leith, Edimburgo; 27 de septiembre de 1958) es un escritor británico. Es reconocido por su novela Trainspotting, la cual tuvo una adaptación cinematográfica aclamada por la crítica en la que incluso tiene un papel secundario. Su trabajo está caracterizado por un fuerte dialecto escocés.
Welsh vivió en Muirhouse y dejó la escuela a los 16 años, cambiando multitud de veces de trabajo hasta que emigró a Londres con el movimiento punk. A finales de los ochenta volvió a Escocia, donde trabajó para el Edinburgh District Council a la par que se graduaba en la universidad y se dedicaba a la escritura.

## Estilo
A veces sus novelas comparten personajes, conformando un mismo universo dentro de su escritura. Por ejemplo, varios personajes de Trainspotting hacen breves apariciones en Acid House y Pesadillas del Marabú, y apariciones más importantes en Cola, y vuelven a aparecer como protagonistas en Porno. Trainspotting refleja el mundo de un grupo de heroinómanos en la ciudad de Edimburgo primero y en Londres después. El protagonista, Renton, rechaza la sociedad burguesa tradicional y es en principio amoral, pero su amarga experiencia con la droga y las historias paralelas de sus amigos le hacen evolucionar con lucidez hasta asumir para salvarse de la autodestrucción aquellos valores burgueses que antes rechazaba y al final de la obra rompe con el grupo.
Irvine Welsh escribe en su dialecto nativo escocés. Generalmente transcribe el dialecto fonéticamente, ignorando la ortografía tradicional. Aunque otros autores, como Iain Banks o James Kelman, ya habían mostrado el escocés vernáculo de la clase trabajadora, muchos consideran a Welsh el maestro. 
A los lectores no escoceses puede resultarles difícil descifrar este inglés, también se pueden perder el impacto y las referencias al fútbol y a otros localismos así como a la vida cotidiana escocesa que hay en sus obras. Por esa razón, algunas ediciones internacionales han incluido breves glosarios al final. Sobre el uso de modismos y el público de su literatura, el autor comentó en entrevista: «Al trabajar en cine o televisión se piensa en la audiencia, pero al escribir un libro no; uno escribe para sí mismo. Cuando publiqué por primera vez sabía que me iban a leer algunos, pero no pensé que me leyeran más, ni en Escocia ni fuera. Fue sorprendente».
Welsh es también, como lo fue Alasdair Gray, inventivo con la forma. Un ejemplo notable es el libro Escoria donde el monólogo interior de la solitaria se impone sobre el propio del protagonista (el anfitrión del gusano), remarcando el voraz apetito del primero. Escoria fue llevada al cine en 2014 por el director escocés Jon. S. Baird con James McAvoy y Jamie Bell como protagonistas.
En 2021, se lanzó una adaptación televisiva de Crimen en el Reino Unido con Dougray Scott. Welsh trabajó en el proyecto con Dean Cavanagh. Esta fue la primera adaptación televisiva de un libro de Irvine Welsh.

### Novelas
- Trainspotting (Trainspotting, 1993), trad. de Federico Corriente, publicada por Anagrama en 1996.[4][5]
- Las pesadillas del Marabú (Marabou Stork Nightmares, 1995), trad. de Federico Corriente, publicada por Debate en 1997.
- Escoria (Filth, 1998), trad. de Federico Corriente, publicada por Anagrama en 2000.[2]
- Cola (Glue, 2001), trad. de Federico Corriente, publicada por Anagrama en 2003.
- Porno (Porno, 2002), trad. de Federico Corriente, publicada por Anagrama en 2005. Secuela de Trainspotting.
- Secretos de alcoba de los grandes chefs (The Bedroom Secrets of the Master Chefs, 2006), trad. de Federico Corriente, publicada por Anagrama en 2007.
- Crimen (Crime, 2008), trad. de Federico Corriente, publicada por Anagrama en 2010.[6]
- Skagboys (Skagboys, 2012), precuela de Trainspotting. Trad. de Federico Corriente, publicada por Anagrama en castellano en 2014.[7]
- La vida sexual de las gemelas siamesas (The Sex Life of the Siamese Twins, 2014), trad. de Federico Corriente, publicada por Anagrama en castellano en 2015.[8]
- Un polvo en condiciones (A Decent Ride, 2015), trad. de Franciso González, Laura Salas Rodríguez y Arturo Peral Santamaría, publicada por Anagrama en castellano en 2018.[9]
- El artista de la cuchilla ( The Blade Artist, 2016), spin-off de Trainspotting. Trad. de Franciso González, Laura Salas Rodríguez y Arturo Peral Santamaría, publicada por Anagrama en castellano en junio de 2021.[10]
- Señalado por la muerte (Dead Men's Trousers, 2018), secuela de Trainspotting. Trad. de Francisco González, Arturo Peral y Laura Salas Rodríguez, publicada en castellano por Anagrama en noviembre de 2023.

### Libros de relatos
- Acid house (The Acid House, 1994), trad. de Federico Corriente, publicada por Anagrama en 1997.
- Éxtasis: Tres relatos de amor químico (Ecstasy: Three Tales of Chemical Romance, 1996), trad. de Federico Corriente, publicada por Anagrama en 1998.
- Si te gustó la escuela, te encantará el trabajo (If You Liked School You'll Love Work, 2007), trad. de Federico Corriente, publicada por Anagrama en 2009.
- Col Recalentada (Reheated Cabbage, 2009), trad. de Federico Corriente, publicada por Anagrama en 2012.

### Guiones
- Acid House
- You'll Have Had Your Hole (1998)
- Babylon Heights (2006)
- Four play
- Creation Stories (2020)

### Teatro
- You'll Have Had Your Hole (1998)
- Babylon Heights (2006)